# Nix Olympica
Nix Olympica  è una caratteristica di albedo della superficie di Marte.